# 马佳
马佳（1991年1月9日—），中国青年男高音歌手，生于北京，毕业于中国人民解放军国防大学军事文化学院（原中国人民解放军艺术学院）。先后获得过意大利科索托国际声乐比赛中国赛区银奖、俄罗斯奥布拉茨索娃国际歌剧演唱家大赛优胜奖以及中国音乐金钟奖北京赛区美声组金奖。现就职于中国广播艺术团，系中国音乐家协会、北京音乐家协会会员。

## 生平

### 早年生活
马佳从小就展露出出众的音乐天赋，并在家人的倾力支持下走上声乐学习的道路。他曾是中央电视台银河少年艺术团的成员，高中就读于中央音乐学院附属中等音乐学校。惟因高考失利，没能進入梦想的声乐学府。在职业学院毕业后，他偶然得知著名声乐教育家孟玲教授到地方文化馆讲课的消息，便申请听课。课程结束后马佳主动唱了王宏偉的歌曲《把一切献给党》和普契尼《托斯卡》中的詠嘆調《奇妙的和諧》，並打动了孟玲教授。孟玲教授因此希望马佳报名参加她的研究生考试。2015年，马佳成功考入中国解放军艺术学院（现中国人民解放军国防大学军事文化学院）音乐系军旅声乐表演专业，師事孟玲教授，攻读硕士学位。在读期间多次代表学院参加比赛并获奖，也曾多次参与学院重要演出活动，包括新西兰、俄罗斯等地外宾来访艺术交流汇报演出。2017年6月，于解放军艺术学院举行毕业独唱音乐会，硕士毕业。

### 比赛经历
2011年9月，参加由天津音乐学院承办的第五届全国高等艺术院校“歌剧、声乐”展演，获一等奖；2012年9月，参加第十届KWC卡拉OK世界锦标赛，入围中国赛区20强；2016年5月，参加科索托国际声乐艺术节，获中国赛区二等奖；2016年8月，由中国人民解放军艺术学院选送参加第十二届全国声乐展演（原文华奖），本届活动以展演形式代替比赛，马佳是美声组全国20人之一；2017年6月，参加第十一届中国音乐金钟奖，获北京赛区美声组金奖；2017年9月，参加第四届我爱唱歌京津冀百姓歌手大赛，获青年组一等奖；同月，参加第十一届俄罗斯奥布拉茨索娃国际歌剧演唱家大赛，获优胜奖，此前从未有国人进入第二轮复赛。

### 演艺经历
2012年9月，以蚂蚁人声乐团队长兼主唱身份参加深圳卫视《The Sing-off清唱团》，最终排名全国12强。2014年，参加中国著名男高音歌唱家戴玉强开办的在线声乐慕课《戴你唱歌》，出演第44课，范唱曲目为《冰凉的小手》。2015年1月，以总政歌舞团成员身份参加总政歌舞团中央军委慰问驻京部队老干部迎新春文艺演出，合唱《神圣的战争》、《小白杨》等。4月，随中国广播艺术团参加第三十二届中国兰州桃花旅游节开幕演出，合唱《黄河之都》《同圆中国梦》。12月，参加“迎元旦、春节暨红宝石八周年”团庆汇报演出，独唱《跟你走》《我的太阳》《母亲》《再见了大别山》。2016年6月，参加“共话京藏情·同筑中国梦”首都艺术家代表团赴藏文化交流活动，独唱《强军战歌》《红星照我去战斗》《母亲》。7月，参加“庆八一·扬军魂”诗歌文艺演出。9月，参加“永恒的丰碑”——纪念红军长征胜利80周年音乐会，在合唱《四渡赤水出奇兵》中担任领唱。11月，参加“中放杯·民歌之约会”大型互动演唱会，与青年女歌手艺鹭合唱《九九艳阳天》。同月，作为解放军艺术学院学生代表、中国青年代表团成员，赴越南参加由共青团中央主办的“第三届中越青年大联欢”活动。随孟玲教授参加录制的陕西卫视原创综艺节目《超级老师》也在该月播出，并在节目中以学生身份范唱《祖国万岁》。12月，参加第十二届首都高校声乐交流音乐会，独唱《圣洁的阿依达》。同月，参加神舟十一号载人飞行任务圆满成功文艺演出，合唱《为祖国干杯》。
2017年1月，随同解放军艺术学院慰问清华大学、国防大学老干部并参加中央军委训管部新春晚会，独唱《七律·长征》、《为祖国干杯》。同月，参加首都职工新春交响音乐会，独唱《北京颂歌》。2月，参加北京音乐家协会会员新春联谊会，独唱《共和国从这里走来》。5月，参加“到青年中去——海淀区精品演出走进中国航发航材院”文艺演出，独唱《小白杨》。同月15日，参与录制的中央电视台综艺频道CCTV-3《天天把歌唱》节目播出，在节目中演唱《跟你走》。6月，参加中国人民解放军艺术学院“致敬青春”音乐创作与制作培训班结业作品音乐会，独唱《会长大的幸福》。6月13日，在《天天把歌唱》节目中演唱的《叫您一声妈妈》于中央电视台CCTV-3综艺频道播出。同月，于军艺举办个人毕业独唱音乐会并参演“不忘初心，方得始终”郭淑珍教授从艺从教70周年纪念音乐会，独唱《冰凉的小手》，此次音乐会现场录像在9月5日、6日于CCTV-15《CCTV音乐厅》节目中播出。12月，参加“金曲颂华年”鲅鱼圈新年视听音乐会演出，独唱《祖国慈祥的母亲》。
2018年1月，参加“暖在京城”2018首都职工新春音乐会，合唱《中国力量》。3月，参加中国广播艺术团元宵节晚会，独唱《今夜无人入睡》。4月，参加“开启新时代，踏上新征程”海淀区宣传十九大精神文艺巡演，独唱《开创新时代》。8月，参加石横特钢建厂48周年大型文艺晚会，独唱《父亲》《今夜无人入睡》。10月下旬，以男高音演唱成员身份参加湖南卫视大型原创新形态声乐竞演节目《声入人心》第一季，在节目中凭借其出色专业实力和稳健舞台风格得到观众的关注和喜爱。11月，参加湖南卫视招商会，与阿云嘎、蔡程昱、贾凡、王晰、郑云龙合唱《饮酒歌》。12月，参加“不忘初心·继续前进”中国广播艺术团走进仲恺农业工程学院文艺晚会，独唱《跟你走》《今夜无人入睡》。
2019年1月9日，参加《声入人心》台长嘉奖会，与《声入人心》成员合唱《饮酒歌》。1月17日，参加“暖在京城”2019首都职工新春音乐会，合唱《英雄赞歌》。1月20日，参加民革黑龙江省委迎新春文艺晚会，独唱《追寻》《今夜无人入睡》。同日，与廖昌永、《声入人心》全体成员合唱的歌曲《不说再见》发布。1月21日，参加第二届京张文化交流暨张家口市军民春节联欢晚会，独唱《把一切献给党》。1月23日，参加国家广播电视总局离退休老同志春节团拜慰问演出，独唱《今夜无人入睡》《我的太阳》。1月24日，参加民革中央2019新年茶话会，独唱《追寻》《跟你走》。1月28日，参加人民大会堂第十五届北京新春音乐会，独唱《拉住妈妈的手》。2月14日，参加北京音乐家协会会员新春茶话会，独唱《女人善变》。3月23日，参加在罗马兰特纳艺术中心举办的2019感知中国·中意友好音乐会，与王凯、余笛、Il Volo 合唱《我的太阳》《饮酒歌》《爱会游移》。4月14日，参加“春之颂”北京电影节交响音乐会，与胡莎莎合唱《美丽的神话》。4月20日，参加“岁月如歌”中国电影乐团建团70周年特别音乐会，独唱《追寻》。4月29日，参加湖南卫视春推会。
跨界参加腾讯体育篮球竞技节目《超级企鹅联盟Super3：星斗场》。同年9月，参演庆祝中华人民共和国成立70周年大型音乐舞蹈史诗《奋斗吧中华儿女》，并在《工农兵联合起来》一节中担任领唱。
2020年，马佳首次登上央视春晚，和杨洪基等多位歌唱家共同演唱《黄河颂》（节选）。